# Silver Broom 1982
Air Canada Silver Broom 1982 var det 24. VM i curling for mænd. Turneringen blev arrangeret af International Curling Federation og afviklet i Olympia-Eisstadion i Garmisch-Partenkirchen, Vesttyskland i perioden 29. marts – 4. april 1982 med deltagelse af ti hold. Vesttyskland var VM-værtsland for anden gang, og det var også anden gang at Garmisch-Partenkirchen værtsby – første gang var i 1972.
Mesterskabet blev for 14. gang i dets historie vundet af Canada, som besejrede de forsvarende mestre fra Schweiz med 9-7 i finalen, og som dermed opnåede revanche for semifinalenederlaget et år tidligere. Tredjepladsen gik til værtslandet Vesttyskland, som tabte 4-7 til Schweiz i semifinalen. Canadas vinderhold kom fra Fort William Curling Club i Thunder Bay og bestod af Al Hackner, Rick Lang, Bob Nicol og Bruce Kennedy.
Danmark blev repræsenteret af et hold fra Hvidovre Curling Club bestående af Per Berg, Gert Larsen, Jan Hansen og Michael Harry. Holdet endte på ottendepladsen efter fire sejre og fem nederlag.

## Resultater
De ti deltagende hold spillede en enkeltturnering alle-mod-alle. De fire bedst placerede hold i grundspillet gik videre til semifinalerne.

### Grundspil
| Runde | Kampe                  | Kampe | Kampe                   | Kampe | Kampe                   | Kampe | Kampe                  | Kampe | Kampe              | Kampe |
| ----- | ---------------------- | ----- | ----------------------- | ----- | ----------------------- | ----- | ---------------------- | ----- | ------------------ | ----- |
| 1     | Schweiz - Skotland     | 2-8   | Norge - Danmark         | 8-5   | Canada - Vesttyskland   | 10-30 | Frankrig – Sverige     | 5-8   | Italien – USA      | 06-10 |
| 2     | Danmark – Frankrig     | 4-5   | Vesttyskland – Italien  | 4-5   | Sverige – Schweiz       | 2-9   | USA – Norge            | 8-5   | Canada – Skotland  | 6-5   |
| 3     | Norge – Vesttyskland   | 7-9   | Canada – Sverige        | 11-40 | Frankrig – USA          | 2-4   | Skotland – Italien     | 4-5   | Danmark – Schweiz  | 5-8   |
| 4     | USA – Canada           | 4-8   | Skotland – Frankrig     | 11-30 | Italien – Danmark       | 6-8   | Schweiz – Vesttyskland | 6-7   | Norge – Sverige    | 5-7   |
| 5     | Vesttyskland – Sverige | 6-5   | USA – Schweiz           | 5-6   | Norge – Canada          | 5-4   | Italien – Frankrig     | 8-2   | Skotland – Danmark | 5-4   |
| 6     | Canada – Danmark       | 8-6   | Italien – Norge         | 5-6   | Schweiz – Frankrig      | 10-30 | Sverige – Skotland     | 8-6   | USA – Vesttyskland | 5-4   |
| 7     | Frankrig – Norge       | 4-5   | Schweiz – Canada        | 3-7   | Vesttyskland – Skotland | 8-2   | Danmark – USA          | 7-4   | Sverige – Italien  | 9-3   |
| 8     | Skotland – USA         | 6-5   | Frankrig – Vesttyskland | 3-8   | Danmark – Sverige       | 7-6   | Italien – Canada       | 5-4   | Schweiz – Norge    | 5-3   |
| 9     | Italien – Schweiz      | 6-5   | Sverige – USA           | 5-3   | Skotland – Norge        | 4-6   | Vesttyskland – Danmark | 6-7   | Frankrig – Canada  | 2-9   |
| TB    | Norge – Sverige        | 3-4   | Italien – Schweiz       | 3-8   |                         |       |                        |       |                    |       |

| Plac. | Hold         | Vundne | Tabte |
| ----- | ------------ | ------ | ----- |
| 1.    | Canada       | 7      | 2     |
| 2.    | Vesttyskland | 5      | 4     |
| 3.    | Schweiz      | 5      | 4     |
| 4.    | Sverige      | 5      | 4     |
| 5.    | Norge        | 5      | 4     |
| 6.    | Italien      | 5      | 4     |
| 7.    | Skotland     | 4      | 5     |
| 8.    | Danmark      | 4      | 5     |
| 9.    | USA          | 4      | 5     |
| 10.   | Frankrig     | 1      | 8     |

### Slutspil
| Runde       | Kamp                   | Res. |
| ----------- | ---------------------- | ---- |
| Semifinaler | Vesttyskland - Schweiz | 4-7  |
| Semifinaler | Canada - Sverige       | 5-3  |
| Finale      | Canada - Schweiz       | 9-7  |

### Samlet rangering
| Plac. | Hold         | 4              | 3                  | 2                | 1               |
| ----- | ------------ | -------------- | ------------------ | ---------------- | --------------- |
| Guld  | Canada       | Al Hackner     | Rick Lang          | Bob Nicol        | Bruce Kennedy   |
| Sølv  | Schweiz      | Jürg Tanner    | Jürg Hornisberger  | Patrik Lörtscher | Franz Tanner    |
| 3.    | Vesttyskland | Keith Wendorf  | Hans Dieter Kiesel | Sven Saile       | Heiner Martin   |
| 4.    | Sverige      | Sören Grahn    | Connie Östlund     | Niclas Järund    | Tony Eng        |
| 5.    | Norge        | Sjur Loen      | Morten Søgaard     | Morten Skaug     | Dagfinn Loen    |
| 6.    | Italien      | Andrea Pavani  | Giancarlo Valt     | Enrico Alberti   | Enea Pavani     |
| 7.    | Skotland     | Colin Hamilton | David Ramsay       | W. Michael Dick  | Richard Pretsel |
| 8.    | Danmark      | Per Berg       | Gert Larsen        | Jan Hansen       | Michael Harry   |
| 9.    | USA          | Steve Brown    | Ed Sheffield       | Huns Gustrowsky  | George Godfrey  |
| 10.   | Frankrig     | André Tronc    | Roger Jacobs       | Bob Lehn         | Gérard Natter   |